# Ellen MacArthur
Dame Ellen Patricia MacArthur (Whatstandwell, 8 luglio 1976) è una velista inglese, titolare dal febbraio 2005 al 2008 del record mondiale per la circumnavigazione in solitaria più veloce del globo e fondatrice il 2 settembre 2010, dopo il suo ritiro dalla vela professionale, della Ellen MacArthur Foundation, un ente di beneficenza che lavora con le imprese e l'istruzione per accelerare la transizione verso un'economia circolare.
L'asteroide 20043 Ellenmacarthur prende il nome da lei.

## Biografia
MacArthur è nata a Whatstandwell, vicino a Matlock nel Derbyshire, dove ha vissuto con i suoi genitori, entrambi insegnanti, e due fratelli Fergus, ancora a Whatstandwell, e Lewis, trasferitosi in Pennsylvania. Ha acquisito interesse per la vela, in primo luogo dal desiderio di emulare il suo idolo di allora, Sophie Burke, e in secondo luogo dopo la lettura dei libri di Arthur Ransome. È quindi diventata la patron del Nancy Blackett Trust  che possiede e gestisce lo yacht di Ransome, Nancy Blackett.
La sua prima esperienza di navigazione è stata su una barca di proprietà di sua zia Thea MacArthur, sulla costa orientale dell'Inghilterra. Ha risparmiato per tre anni i soldi per il pranzo a scuola in modo da poter acquistare la sua prima barca, un gommone di otto piedi, che ha chiamato Threp'ny Bit. Ha disegnato una vera moneta da tre penny sulla prua.
MacArthur ha frequentato le scuole per bambini e ragazzi della contea di Wirksworth e la scuola Anthony Gell, ha anche lavorato in una scuola di vela a Hull. Quando aveva 17 anni, MacArthur comprò un Corribee e lo chiamò Iduna; ha descritto il primo momento in cui l'ha visto come "amore a prima vista". Nel 1995 ha navigato da sola circumnavigando la Gran Bretagna.
Nel 1997 si è classificata al 17º posto nella regata transatlantica in solitaria Mini Transat dopo aver allestito lei stessa il suo mini-yacht Classe Le Poisson di 6,4 metri mentre viveva in un cantiere francese. Nel 1998 è stata nominata "Yachtsman of the Year" dalla British Telecom / Royal Yachting Association nel Regno Unito e "Sailing's Young Hope" in Francia.

### Attività sportiva
MacArthur è salita alla ribalta per la prima volta nel 2001 quando è arrivata seconda nella Vendée Globe, la regata velica del giro del mondo in solitaria, sul suo Kingfisher, progettato da Owen Clarke / Rob Humphreys (dal nome dei suoi sponsor, Kingfisher plc); successivamente MacArthur è stata nominata membro dell'Ordine dell'Impero Britannico (MBE) per i servizi allo sport. A 24 anni, era la più giovane concorrente a completare il viaggio.
Nel 2003, ha capitanato un tentativo di record del mondo per uno yacht con equipaggio in Kingfisher 2 (un catamarano precedentemente di proprietà di Bruno Peyron e noto come Orange), ma non c'è riuscita a causa di un albero rotto nell'Oceano Antartico.

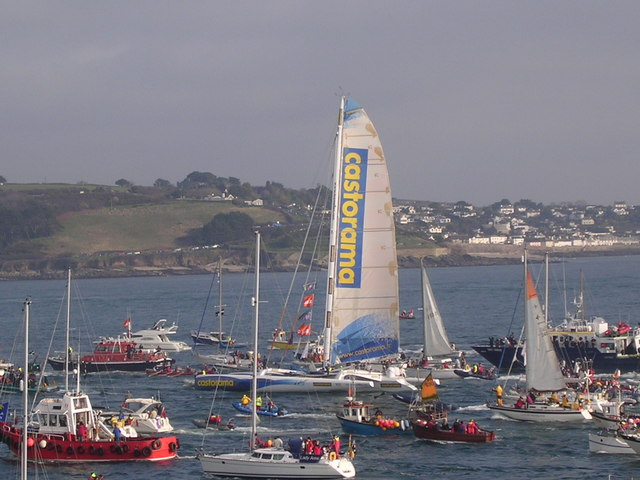
Ellen MacArthur al suo arrivo nel 2005

Un trimarano chiamato B&Q / Castorama (dal nome di due società del gruppo Kingfisher) presentato nel gennaio 2004, è stato appositamente progettato da Nigel Irens e Benoit Cabaret per battere i record in solitaria. Il trimarano di 23 metri è stato costruito in Australia, con molti dei componenti appositamente predisposti per tenere conto dell'altezza (1,57 metri) della MacArthur. A bordo dello yacht tenta nel 2004 per la prima volta di battere il record della traversata transatlantica ovest-est. Avvicina il tempo rimanendo sopra il record, dopo sette giorni di navigazione, di appena un'ora e 15 minuti.
Il 28 novembre 2004 ha iniziato il suo tentativo di battere il record del giro del mondo in solitaria. Durante la sua circumnavigazione ha stabilito i record per il viaggio in solitaria più veloce verso l'Equatore, oltre il Capo di Buona Speranza, oltre Capo Horn e ritorno di nuovo all'Equatore. Ha tagliato il traguardo vicino alla costa francese a Ouessant alle 22:29 UTC del 7 febbraio 2005, battendo il precedente record stabilito dal velista francese Francis Joyon di 1 giorno, 8 ore, 35 minuti, 49 secondi. Il suo tempo di 71 giorni, 14 ore, 18 minuti e 33 secondi è il record mondiale per le 27 354 miglia nautiche (50 660 km) coperte. Si tratta di una velocità media di 15,9 nodi (29,4 km/h).
L'8 febbraio 2005, dopo il suo ritorno in Inghilterra, è stata nominata Dame Commander of the Order of the British Empire (DBE) in riconoscimento del suo successo. Si ritiene che sia la più giovane destinataria di questo riconoscimento, che ricorda quelli precedentemente conferiti a Francis Drake e Francis Chichester quando raggiunsero le coste nazionali dopo le rispettive circumnavigazioni nel 1580 e 1967. MacArthur ha anche ricevuto lo stesso giorno il grado di tenente comandante onorario della Royal Naval Reserve.
In riconoscimento del suo successo è stata anche nominata Cavaliere (Chevalier) della Legion d'Onore francese dal presidente Nicolas Sarkozy nel marzo 2008. Parla correntemente il francese.
Nel 2007 MacArthur ha guidato il BT Team Ellen, una squadra di vela di tre persone con l'australiano Nick Moloney e il francese Sébastien Josse. All'inizio del 2008 Francis Joyon, il francese che aveva detenuto il record prima di MacArthur, è riuscito a riconquistarlo. Nell'ottobre 2009 MacArthur ha annunciato l'intenzione di ritirarsi dalle competizioni agonistiche per concentrarsi sul tema delle risorse e dell'uso di energia nell'economia globale.

## I record
Nel giugno 2000, MacArthur ha navigato con il monoscafo Kingfisher da Plymouth, nel Regno Unito, a Newport, nel Rhode Island, negli Stati Uniti, in 14 giorni, 23 ore e 11 minuti. Questo è il record attuale per un passaggio da est a ovest di un monoscafo di una donna in solitario, e anche il record per una donna in solitario su qualsiasi nave.
Il secondo posto di MacArthur nell'edizione 2000–2001 del Vendée Globe, con un tempo di 94 giorni, 4 ore e 25 minuti, è il record mondiale di circumnavigazione in monoscafo senza scalo per una donna.
Nel giugno 2004, MacArthur ha navigato con il suo trimarano B & Q / Castorama da Ambrose Light, Lower New York Bay, USA a Lizard Point, Cornwall, UK, in 7 giorni, 3 ore e 50 minuti. Questo tempo ha stabilito un nuovo record mondiale per una traversata transatlantica da parte di donne, battendo il precedente record con equipaggio e la versione in solitario.
Nel 2005, MacArthur ha battuto il record mondiale di Francis Joyon per una circumnavigazione non-stop in solitario. MacArthur nel trimarano B & Q / Castorama ha navigato 27 354 miglia nautiche (50 660 km) a una velocità media di 15,9 nodi. Il suo tempo di 71 giorni, 14 ore, 18 minuti e 33 secondi ha battuto l'allora record mondiale di Joyon di 1 giorno, 8 ore, 35 minuti e 49 secondi. Non ha avuto più di 20 minuti di sonno alla volta durante il viaggio, dovendo stare costantemente all'erta giorno e notte. Il 23 novembre 2007 Joyon è partito in IDEC 2 nel tentativo di battere il record mondiale di MacArthur per una circumnavigazione in solitario. Ha raggiunto il suo obiettivo in 57 giorni, 13 ore 34 minuti e 6 secondi. Nonostante la rivendicazione del record da parte di Joyon, Robin Knox-Johnston ha descritto ancora il tempo di MacArthur come un "risultato straordinario".

## Cultura popolare
Nel 2009 McArthur è apparsa su Desert Island Discs della BBC Radio 4. Il suo libro scelto era The SAS Survival Handbook di John "Lofty" Wiseman e il suo oggetto di lusso era una soffice mascotte del verme.
MacArthur è stata anche l'ultima detentrice del record di Star in a Reasonably-Priced Car nel programma di guida televisivo Top Gear della BBC fino all'ottava serie, quando l'auto e le regole sono state cambiate e i record precedenti sono stati rimossi. La competizione era un giro cronometrato di una pista in una Suzuki Liana. Ha completato il giro in 1 minuto e 46,7 secondi, battendo Jimmy Carr di 0,2 secondi. MacArthur ha vinto il Top Gear of the Year nel 2005.
Ha anche preso parte alla serie TV del 2011 Jamie's Dream School.

## Opere
Nel 2002, MacArthur ha pubblicato la sua prima autobiografia intitolata Taking on the World. Successivamente ha scritto Race Against Time, pubblicato nel 2005, un resoconto quotidiano del suo viaggio record intorno al mondo. Nel settembre 2010 ha pubblicato una seconda autobiografia intitolata Full Circle.

## Beneficenza

### Ellen MacArthur Cancer Trust
Nel 2003, MacArthur ha creato l'Ellen MacArthur Trust (ora Ellen MacArthur Cancer Trust), un ente di beneficenza registrato, per portare i giovani, di età compresa tra gli 8 e i 24 anni inclusi, in barca a vela per aiutarli a ritrovare la loro fiducia nel loro cammino verso la guarigione dal cancro, leucemia e altre malattie gravi.
Nel 2008 MacArthur ha unito le forze con altre celebrità dello sport per lanciare un appello in modo da raccogliere quattro milioni di sterline per l'hospice pediatrico Rainbows.

### Ellen MacArthur Foundation
Il 2 settembre 2010, dopo il ritiro dalla vela, ha dato vita alla Ellen MacArthur Foundation, un ente di beneficenza incentrato sull'accelerazione della transizione verso un'economia circolare rigenerativa. La Fondazione opera in tre aree: 
- Istruzione: ispirare una generazione a ripensare il futuro
- Business: catalizzare l'innovazione aziendale
- Insight: l'opportunità per una rivoluzione del re-design.